# Valdeblore
Valdeblore est une commune française  située dans le département des Alpes-Maritimes, en région Provence-Alpes-Côte d'Azur qui regroupe les villages de La Bolline, La Roche, Saint-Dalmas, la station de ski de La Colmiane et les hameaux de Mollières, Les Vignes et Le Planet.
Ses habitants sont appelés les Valdeblorois.

## Géographie

### Localisation
Commune située entre Tinée et Vésubie à 5 km de Rimplas, à 18 km Saint-Martin-de-Vésubie et  68 km de Nice.
Valdeblore est une commune membre du parc national du Mercantour située hors zone centrale.

### Géologie et relief
La commune de Valdeblore regroupe plusieurs villages du val de Blore : 
- Saint-Dalmas (en occitan alpin Sant Darmàs) : encore appelé Saint-Dalmas de Valdeblore pour le distinguer de Saint-Dalmas-le-Selvage. San Darmas dal plan ;
- La Roche (en occitan alpin La Ruòcha) (La Rouòchò ) ;
- La Bolline (en occitan alpin La Bolina) ;
- Mollières (en occitan alpin, Molièras, terre mouillée) : aujourd'hui dépeuplée, et ayant été cédée par l'Italie à la France au traité de Paris (1947) ;
- La Colmiane (en occitan alpin la Cuòla miana, "le col de montagne, le passage moyen", c'est-à-dire le passage situé entre la Vésubie et la Tinée : c'est une station de sports d'hiver.

### Catastrophes naturelles-Sismicité
Le 2 octobre 2020, de nombreux villages des diverses vallées des Alpes-Maritimes (Breil-sur-Roya, Fontan, Roquebillière, Saint-Martin-Vésubie, Tende...) sont fortement impactés par un "épisode méditerranéen" de grande ampleur. Certains hameaux de la commune restent inaccessibles jusqu'à plus d'une semaine après la catastrophe et l'électricité n'a été rétablie que vers le 20 octobre. L'Arrêté du 7 octobre 2020 portant reconnaissance de l'état de catastrophe naturelle a identifié 55 communes, dont Valdeblore, au titre des "Inondations et coulées de boue du 2 au 3 octobre 2020".
Commune située dans une zone de sismicité moyenne.

### Hydrographie et les eaux souterraines
Cours d'eau sur la commune ou à son aval :
- rivière la Tinée,
- vallons de Mollières, de Bramafam, de Pignatelle, de Saint-Bernard, de Sainte-Catherine, de la Couletta, des Issarts, de Cabane Vieille, des Millefonts, de la Fortune, de la Coulorgia,
- gros vallon.

Plan d'eau (lac, étang, lagune...) :
- lac de Tavels,
- lac Nègre,
- lacs des Bresses,
- petit lac.

Valdeblore dispose d'une station d'épuration d'une capacité de 4 000 équivalent-habitants.

### Climat
Pour des articles plus généraux, voir Climat de Provence-Alpes-Côte d'Azur et Climat des Alpes-Maritimes.
En 2010, le climat de la commune est de type climat des marges montargnardes, selon une étude du Centre national de la recherche scientifique s'appuyant sur une série de données couvrant la période 1971-2000. En 2020, Météo-France publie une typologie des climats de la France métropolitaine dans laquelle la commune est exposée à un climat de montagne ou de marges de montagne et est dans la région climatique  Var, Alpes-Maritimes, caractérisée par une pluviométrie abondante en automne et en hiver (250 à 300 mm en automne), un très bon ensoleillement en été (fraction d’insolation > 75 %), un hiver doux (8 °C) et peu de brouillards. 
Pour la période 1971-2000, la température annuelle moyenne est de 10,2 °C, avec une amplitude thermique annuelle de 15,7 °C. Le cumul annuel moyen de précipitations est de 1 074 mm, avec 5,7 jours de précipitations en janvier et 6,5 jours en juillet. Pour la période 1991-2020, la température moyenne annuelle observée sur la station météorologique de Météo-France la plus proche, « Rimplas_sapc », sur la commune de Rimplas à 3 km à vol d'oiseau, est de 12,2 °C et le cumul annuel moyen de précipitations est de 908,8 mm. 
La température maximale relevée sur cette station est de 35,5 °C, atteinte le 23 août 2023 ; la température minimale est de −10,7 °C, atteinte le 27 février 2018,,. 
Les paramètres climatiques de la commune ont été estimés pour le milieu du siècle (2041-2070) selon différents scénarios d'émission de gaz à effet de serre à partir des nouvelles projections climatiques de référence DRIAS-2020. Ils sont consultables sur un site dédié publié par Météo-France en novembre 2022.

### Voies de communications et transports

#### Voies routières
- Accès par la départementale M 2565.

#### Transports en commun
Transport en Provence-Alpes-Côte d'Azur
- Commune desservie par le réseau Lignes d'Azur[15].

### Communes limitrophes
| Isola                            | Valdieri( Italie) | Valdieri( Italie)    |
| Saint-Sauveur-sur-Tinée, Rimplas | Valdeblore        | Saint-Martin-Vésubie |
| Ilonse                           | Marie             | Venanson             |

### Intercommunalité
Commune membre de la Métropole Nice Côte d'Azur.

### Urbanisme
Plan local d'urbanisme de la commune.
La commune a adhéré au "plan local d'urbanisme métropolitain", approuvé le 25 octobre 2019.

### Typologie
Au 1er janvier 2024, Valdeblore est catégorisée commune rurale à habitat dispersé, selon la nouvelle grille communale de densité à 7 niveaux définie par l'Insee en 2022.
Elle est située hors unité urbaine et hors attraction des villes,.

## Toponymie
En occitan alpin ou occitan gavot Val de Blora, prononcé [val de bluro] ; Valdiblora en italien.

## Histoire
Des peintures rupestres datant des derniers temps du Néolithique ou des débuts de l’Âge du Bronze et vieilles de plus de 4.000 ans ont été mises au jour en août 2020 à proximité de Valdeblore.
L'histoire de Valdeblore est connue dès le début du XIe siècle :
- Le premier seigneur de Valdeblore a pour nom Rostaing (ou Rostainy) de Thorame[24]. Il a deux frères, Aldebert qui a des possessions dans le nord des Alpes-Maritimes et dans la vallée du Verdon, et Abellon, comte d'Apt. L'historien niçois Caïs de Pierlas[25] avait montré qu'ils étaient les fils de Garac, lui-même descendant de Grifo, comte de Glandèves dès 950. Rostaing de Thorame apparaît en 1009 dans une donation à l'église Sainte-Marie de Moustiers d'un manse à Thorame. Il a épousé une fille du vicomte de Nice qui lui a apporté en dot le fief d'Aspremont. Ils ont eu un fils, Rainart.
- 1056 : Rainart Rostaing, sa femme Adalaxia, ses fils Feraud, Guillaume et Pierre, donnent les trois églises de Puy-Agut sur le territoire de Thorame-Basse à l'abbaye Saint-Victor de Marseille.
- 1060 : Les mêmes vendent à l'abbaye Saint-Dalmas de Valdeblore un jardin, un pré, des hommes, des moutons du troupeau seigneurial, des droits de pâturage sur le pré d'Aspremont. On voit dans l'acte de vente la première mention d'un prieur de Saint-Dalmas de Valdeblore, Alemanus monachus.
- Vers 1060 : Le chartier de l’abbaye Saint-Pons de Nice, Rainart Rostaing fait une donation d'un territoire alpestre bordé au nord par des cimes jusqu'au ruisseau qui sort de la montagne de Salèze puis allant à l'est jusqu'à la Vésubie qu'elle borde au midi et vers l'ouest jusqu'au ruisseau qui sort de la colline Dalbazina, près de la chapelle d'Andobio.
- 1067 : Rainart Rostaing rend à l'évêque de Nice Raimond Ier les dîmes que sa famille avait saisies à Venanson, Anduebis, Saint-Dalmas de Bloure, Pedastas (ancien Castrum abandonné au XIIIe siècle comme Anduebis, correspondant au village de Saint-Donat), Rimplas, Falcario (actuel village de Roubion), Roure, Isola, Saint-Étienne-de-Tinée, Saint-Dalmas-le-Selvage. Dans cet acte sont cités comme témoins Rostaing de Gréolières, Miron vicomte de Sisteron. Cet acte permet de voir que Rainart Rostaing est seigneur de la haute Vésubie, du Val de Blore et de la haute Tinée, ce que l'évêque lui reconnaît parce qu'il lui restitue dans le même acte la moitié des dîmes. Il possède aussi Thorame et Aspremont dans le haut Verdon.
À la mort de Rainart, ses biens sont partagés entre ses fils, l'aîné Féraud Rostaing s'établit à Thorame, le cadet Guillaume Rostaing est seigneur du Val de Blore, le puîné Pierre Rostaing est probablement seigneur de la haute Tinée.
- 1109 : Guillaume Rostaing a avec sa femme Advenia deux fils, Bertrand et Hugues. De cette date on possède un acte concernant le cadet Hugues qui devient chanoine à Nice. Il donne à l'église le quart des revenus de Venanson, les hommes qu'il a à Saint-Dalmas et à Pedastas et les pâturages dans ces lieux. Bertrand est sans doute à son tour seigneur de Val de Blore.
- 1249 : Raymond Rostaing, seigneur de Val de Blore, apparenté et fidèle au comte de Vintimille, se rend à Gênes comme ambassadeur du comte de Vintimille pour conclure une trêve avec le podestat Albert de Malavolta. Dans cet accord, le comte de Vintimille se réservait la haute vallée de la Roya que cherchait à posséder le comte de Provence Charles d'Anjou. Cette volonté de Charles d'Anjou va se heurter à une coalition de seigneurs provençaux dirigée par Boniface VI de Castellane et Hugues, fils de Barral des Baux. Castellane est assiégée par le comte de Provence et prise en 1262. Le conflit continue dans l'est de la Provence jusqu'en 1276.
- 1256 : Après plus d'un siècle sans traces écrites des Rostaing, on relève dans un acte le nom de Guillaume Pierre, déjà mort en 1256, et celui de son fils, Raymond Rostaing, qui lui a succédé dans le fief de Valdeblore. Il possède aussi Clans, La Tour, Rimplas, Saint-Sauveur, Roure, la moitié d'Aspremont. Par son mariage avec Aicarde, des seigneurs de Châteauneuf de Contes, il possède le tiers de ce fief.
- 1271 : Première mention du village de La Roche.
- 1276 : Le comte de Provence demande à son sénéchal, Gautier d'Aulnet, de s'emparer, morts ou vifs, des chefs de la révolte, Pierre Balb de Tende (parent de Raymond Rostaing), Raymond Rostaing et Feraud de Saint-Sauveur.
- 1298 : Mort de Raymond Rostaing. Son fils étant mort avant lui, ses biens sont partagés entre son petit-fils Aldebert Rostaing et ses frères. Aldebert est seigneur du Valdeblore. Il possède également Rimplas, Saint-Sauveur, Marie et Roure. Il a deux fils et une fille qui portent le surnom de Balb, Pierre Balb, Philippe Balb et Jeanne Balb. Il a aussi une autre fille Sibille, dame de Clans, qui a épousé Jean de Revest, seigneur de Lambesc, apparenté aux seigneurs de Gréolières. À partir de cette date la famille Rostaing a abandonné son nom pour celui de Balb pour une raison inconnue.
- 1320 : Premier acte citant le village de La Bolline avec La Roche et Saint-Dalmas qui ont dû être fondés au XIIe siècle. À partir de cette date les noms des cités d'Anduébis et de Pédastas disparaissent.
- Vers 1350 : Pierre Balb, issu des Rostaing, est seigneur de Valdeblore, de Marie, de Rimplas, de Saint-Sauveur et de Roure. Il va devoir subir les conséquences de l'opposition des deux héritiers de la reine Jeanne de Provence. Profitant de la faiblesse de la comtesse de Provence, les seigneurs se révoltent autour des comtes de Vintimille, dont Pierre Balb. Ils sont battus et doivent accepter les conditions de la paix qui est signée le 14 décembre 1353 entre Guillaume Lascaris par Gui Flotte, viguier de Sospel, représentant le sénéchal de Provence Raymond III d'Agoult (1271-1353). Pierre Balb perd ses seigneuries de Valdeblore en 1352, de Roure en 1353, de Saint-Sauveur en 1358.
- 1353 : Valdeblore est inféodé à Gui Flotte, viguier de Sospel. Roure appartient au comte de Provence depuis 1355. En 1373, Andaron Badat de Nice a acheté la moitié de la seigneurie de Saint-Sauveur à la comtesse de Provence.
- 1369 : La reine Jeanne pardonne aux Vintimille et leur rend leurs biens dans toute la viguerie de Sospel. Pierre Balb est lavé du crime de lèse-majesté.
- 1376 : Pierre Balb prête hommage à la reine Jeanne. Il est qualifié de seigneur de Rimplas et de coseigneur de Saint-Sauveur. Il n'a donc pas récupéré ses biens dans le Valdeblore.
- 1382 : La reine Jeanne est assassinée. Pierre Balb est favorable à Louis d'Anjou, Jean Grimaldi de Beuil est favorable à Charles de Duras. L'opposition à Charles de Duras va conduire Balthazar Spinola, le sénéchal de Provence qu'il a nommé, à envoyer le 7 janvier 1384 son lieutenant Pons des Ferres pour mettre sous séquestre tous les biens féodaux des Balb. Jean Grimaldi reçoit le salaire de son appui à Charles de Duras le 13 avril 1384 avec le don du château et du fief de Roure et le 15 janvier 1385 quand il obtient les droits des Balb sur Rigaud et sur Touet. Cependant au même moment, Jean Grimaldi prépare sa trahison en commençant à discuter avec le comte de Savoie. Louis II d'Anjou et sa mère Marie de Blois ayant pris de contrôle d'Aix, Pierre Balb reprend le combat dans la Tinée et s'empare du château de Roure. En 1387 Jean Grimaldi s'est fait nommer sénéchal de Provence par Ladislas de Duras. Il est le maître de la Provence orientale. Il va pouvoir préparer la dédition de Nice et le transfert de suzeraineté des comtes de Provence aux comtes de Savoie en 1388. Le 12 septembre 1388, le comte de Savoie Amédée VII est reçu à Barcelonnette par les Grimaldi, le 15 il est à Saint-Étienne-de-Tinée et le 28 septembre à l'abbaye Saint-Pons où il reçoit l'hommage des communautés du pays niçois. Dans son voyage il a dû éviter Valdeblore tenu par Pierre Balb. Pierre Balb est dépossédé de ses fiefs par le comte de Savoie ainsi que tous les féodaux fidèles au parti angevin, les Puget, les Castellane, les Glandèves, les Revest, ainsi que les Barras de Saint-Étienne, les de Flotte d'Ascros, les Tournefort de Lantosque. Ce sont les Grimaldi de Beuil qui vont recevoir certains des fiefs confisqués.
- Le 15 mai 1473, la duchesse Yolande de France accorde aux communautés de La Bolline et La Roche la possibilité d'élire des viguiers jusqu'à une opposition du conseil de la communauté se trouvant à Saint-Dalmas, en juillet 1650.
- Le 19 juillet 1656, ratification de la convention entre les communautés de Saint-Dalmas, La Roche et La Bolline sur leur séparation et le partage des biens communaux, des revenus et des charges. Cette séparation s'est produite à la suite du désaccord sur l'élection des viguiers de La Roche et La Bolline, ces communautés se séparent de celle de Saint-Dalmas[26].
- 10 juillet 1669 : À la suite de l'échec de la division, par une convention notariée, les trois communes de Saint-Dalmas, de la Bolline et de la Roche décident de s'unir pour ne former qu'une seule commune. C'est l'origine de la commune de Valdeblore : lou Chan dal Pi - rattachement des 3 villages du Valdeblore après la division de 1656[27] (...sous un pin près du site de la chapelle Saint Joseph entre La Roche et La Bolline).
- Le 14 octobre 1699, Jean Ribotti[28], d'une famille originaire de Pierlas, achète au Patrimonial du duché de Savoie endetté à la suite de la guerre de la Ligue d'Augsbourg un certain nombre de lieux qu'il va revendre à des amis pour ne conserver que le Valdeblore dont il devient comte. Le plus célèbre de ses descendants a été le général Ribotti de Mollières qui a combattu pour l’unité italienne, né à Nice en 1814, mort en 1864[29].
- Le 21 mai 1716 : une nouvelle convention est passée entre les villages actualisant leur accord antérieur.
- En 1860, Valdeblore devient définitivement français, mais perd une partie de son territoire qui reste italien, et qui ne lui sera restituée qu’en 1947 par le traité de Paris.
- Le hameau de Mollières, situé sur le ban communal depuis son rattachement à la France en 1947, a été incendié par les Allemands en 1944.

## Politique et administration
| Période                                  | Période  | Identité        | Étiquette | Qualité                             |
| ---------------------------------------- | -------- | --------------- | --------- | ----------------------------------- |
| Les données manquantes sont à compléter. |          |                 |           |                                     |
| 1989                                     | 2020     | Fernand Blanchi | UMP-LR    | Retraité, ancien conseiller général |
| juin 2020                                | En cours | Carole Cervel   |           | Secrétaire comptable                |

### Budget et fiscalité 2021
En 2021, le budget de la commune était constitué ainsi:
- total des produits de fonctionnement : 1 905 000 €, soit 1 707 € par habitant ;
- total des charges de fonctionnement : 1 234 000 €, soit 1 105 € par habitant ;
- total des ressources d'investissement : 188 000 €, soit 168 € par habitant ;
- total des emplois d'investissement : 250 000 €, soit 224 € par habitant ;
- endettement : 895 000 €, soit 802 € par habitant.

Avec les taux de fiscalité suivants :
- taxe d'habitation : 10,40 % ;
- taxe foncière sur les propriétés bâties : 10,16 % ;
- taxe foncière sur les propriétés non bâties : 21,65 % ;
- taxe additionnelle à la taxe foncière sur les propriétés non bâties : 0,00 % ;
- cotisation foncière des entreprises : 0,00 %.

Chiffres clés Revenus et pauvreté des ménages en 2017 : médiane en 2017 du revenu disponible, par unité de consommation : 20 590 €.

## Population et société

### Démographie

#### Évolution démographique
L'évolution du nombre d'habitants est connue à travers les recensements de la population effectués dans la commune depuis 1793. Pour les communes de moins de 10 000 habitants, une enquête de recensement portant sur toute la population est réalisée tous les cinq ans, les populations de référence des années intermédiaires étant quant à elles estimées par interpolation ou extrapolation. Pour la commune, le premier recensement exhaustif entrant dans le cadre du nouveau dispositif a été réalisé en 2005.

En 2022, la commune comptait 834 habitants, en évolution de −2 % par rapport à 2016 (Alpes-Maritimes : +2,85 %, France hors Mayotte : +2,11 %).
| 1793 | 1800 | 1806 | 1822  | 1838  | 1848  | 1858  | 1861  | 1866  |
| ---- | ---- | ---- | ----- | ----- | ----- | ----- | ----- | ----- |
| 875  | 822  | 940  | 1 104 | 1 179 | 1 156 | 1 124 | 1 060 | 1 057 |

| 1872 | 1876 | 1881 | 1886 | 1891 | 1896 | 1901 | 1906 | 1911 |
| ---- | ---- | ---- | ---- | ---- | ---- | ---- | ---- | ---- |
| 971  | 913  | 868  | 805  | 819  | 811  | 785  | 839  | 859  |

| 1921 | 1926 | 1931 | 1936 | 1946 | 1954 | 1962 | 1968 | 1975 |
| ---- | ---- | ---- | ---- | ---- | ---- | ---- | ---- | ---- |
| 660  | 581  | 605  | 597  | 525  | 504  | 556  | 556  | 466  |

| 1982 | 1990 | 1999 | 2005 | 2006 | 2010 | 2015 | 2020 | 2022 |
| ---- | ---- | ---- | ---- | ---- | ---- | ---- | ---- | ---- |
| 584  | 664  | 686  | 796  | 802  | 882  | 848  | 834  | 834  |

### Manifestations culturelles et festivités
Chaque année, en période estivale, la commune organise un évènement culturel dans le domaine de la musique, au bord du lac de la Colmiane : Les Folies du lac. Soutenu par le Conseil général, dans le cadre de ses Estivales, il y voit se produire, entre autres, l'Orchestre régional de Cannes-Provence-Alpes-Côte d’Azur, sous la baguette de son chef, Philippe Bender et le pianiste virtuose François-René Duchâble.
Ainsi, en 2002, ce dernier jette son piano dans le lac, depuis un hélicoptère. Repêchée un peu plus tard, sa table d'harmonie fait l'objet d'une stèle au bord du même lac.

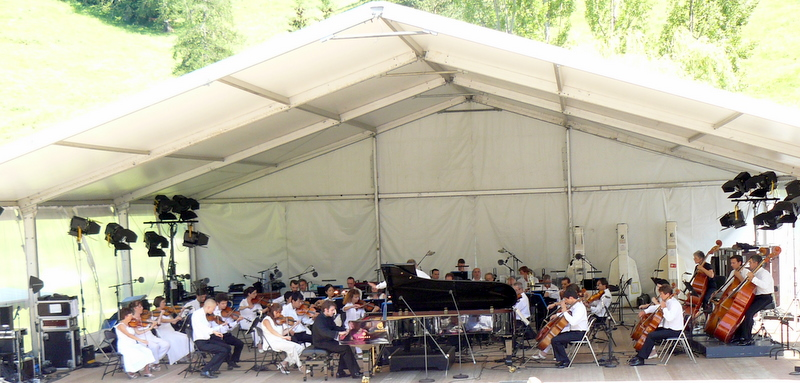
L'orchestre régional de Cannes-Provence-Alpes-Côte-d’Azur joue aux champs lors des « Folies du lac de La Colmiane », le 18 juillet 2010.
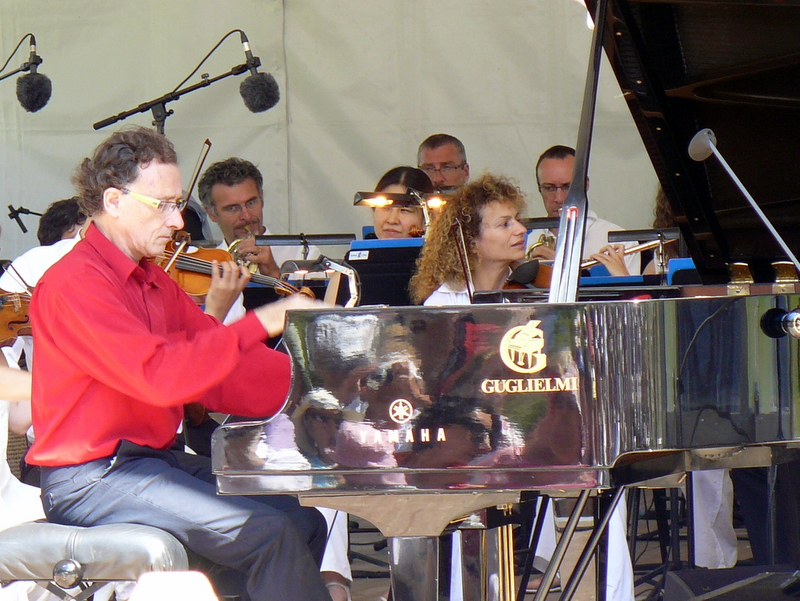
François-René Duchâble joue le Concerto pour piano nº 1 de Tchaïkovski aux « Folies du lac » 2010, La Colmiane (06).
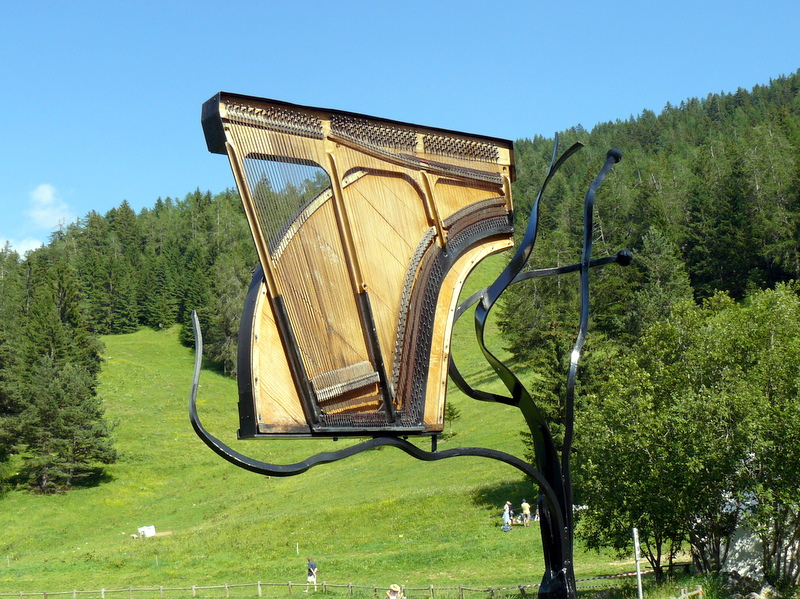
Le piano sorti du lac de La Colmiane.

Les fifres et tambours sont également bien présents dans cette partie de l'arrière-pays. Ils animent les fêtes patronales et autres festivités tout le long de l'année. La culture niçoise résonne constamment dans le Valdeblore par le biais de groupes locaux tels que Lou Viroulet, Li Bachas Boys et Li Falabracs (les 2 derniers étant encore en activité).

### Enseignement
Établissements d'enseignements :
- Écoles maternelle[38],[39],
- Collèges à Saint-Sauveur-sur-Tinée,
- Lycée de la montagne[40], établissement français d'enseignement secondaire dépendant de l’académie de Nice.

### Santé
Professionnels et établissements de santé :
- Médecins à Saint-Sauveur-sur-Tinée, Saint-Martin-Vésubie,
- Pharmacies à Saint-Martin-Vésubie, Roquebillière, Isola,
- Hôpitaux à Saint-Martin-Vésubie, Roquebillière.

### Sports
Valdeblore est ville étape du Paris-Nice 2018.
Associations sportives :
- Le Ski Club La Colmiane Boréon,
- Passion Montagne,
- La « Team Adrechas La Colmiane »,
- Football club,
- La Tortue Noire,
- Comité Départemental de Vol Libre,
- Les Parpaïouns du Val de Blore : Club de parapente,
- In Out Sports,
- Val de boxe.

### Cultes
- Culte catholique, Paroisse Notre-Dame de la Tinée[44], Diocèse de Nice.

## Économie

### Entreprises et commerces

#### Agriculture
- La Ferme du Mercantour[45].
- Camping à la ferme[46].

#### Tourisme
- Restaurants.
- Camping Caravaning Caravaneige municipal[47].
- La Piscine Municipale.

#### Commerces
- Commerces et services de proximité[48].

## Culture locale et patrimoine

### Lieux et monuments
- L'église de-la-Sainte-Croix[49],[50],[51] ou de l'Invention-de-la-Sainte-Croix[52], située à Saint-Dalmas du plan, est édifiée au tout début du Moyen Âge par les moines bénédictins. Elle est  déjà mentionnée en 1060. C’est un édifice d’art roman avec un plan basilical à trois nefs et trois absides dirigées vers l’orient. Après de nombreuses fouilles archéologiques et des campagnes de restauration, l’église retrouve aujourd'hui son état d’origine. Elle est classée aux monuments historiques depuis le 19 mars 1943[53].

L'église dépendait de l'abbaye San Dalmazzo da Pedona en Piémont (Borgo San Dalmazzo). Cette abbaye avait été fondée entre 610 et 614 sur le lieu du martyre de saint Dalmas par Théodelinde de Bavière, épouse du roi lombard Aigulf. Prospère aux VIIIe et IXe siècles, l'abbaye eut à souffrir des destructions dues aux Sarrasins au Xe siècle. Puis elle retrouva une ère de prospérité aux XIe et XIIe siècles.
L'architecture de l’église est probablement très liée à l'histoire de son abbaye-mère.
La construction de l’église a dû commencer sous les Carolingiens, au IXe siècle. L'église présente un plan, rare en Europe, et unique en France. Elle possède en effet trois cryptes souterraines qu’on peut dater du IXe siècle. Ces cryptes communiquent entre elles et supportent l'abside et les absidioles. Un escalier dont l’entrée est placée dans la quatrième travée du collatéral Sud permet d’accéder aux cryptes.
Une première mention de l’église date d'environ 1060, pour une donation de Rostaing et de son épouse Adélaïde, probablement seigneurs de Valdeblore. L'acte est signé par le moine Alemanus, probablement le prieur.
Le 15 mars 1067, les mêmes et leurs enfants restituent les biens et les dîmes de Saint-Dalmas et de plusieurs villages (voir par exemple Venanson) à l'église de Nice.
Nouvelle mention de l’église au XIIe siècle pour des dîmes dues à l'évêque de Nice. L'église doit verser 18 deniers : c'est la redevance la plus élevée.
Le 12 décembre 1246, le pape Innocent IV confirme la possession de l'église à l'abbé de Pedona, Anselme.
Les prieurs de Saint-Dalmas étaient co-seigneurs du Val de Blore, de la Roche, de la Bolline, de Saint-Martin et de Lantosque.
Les prieurs commendataires sont nommés directement par le Saint-Siège depuis 1485.
Au XIVe siècle, l'absidiole Sud est dotée d'un décor de peintures murales représentant le Christ en majesté dans une mandorle. L'église possède aussi un retable de l’école de Bréa représentant la vie de saint François d’Assise datant du XVIe siècle.

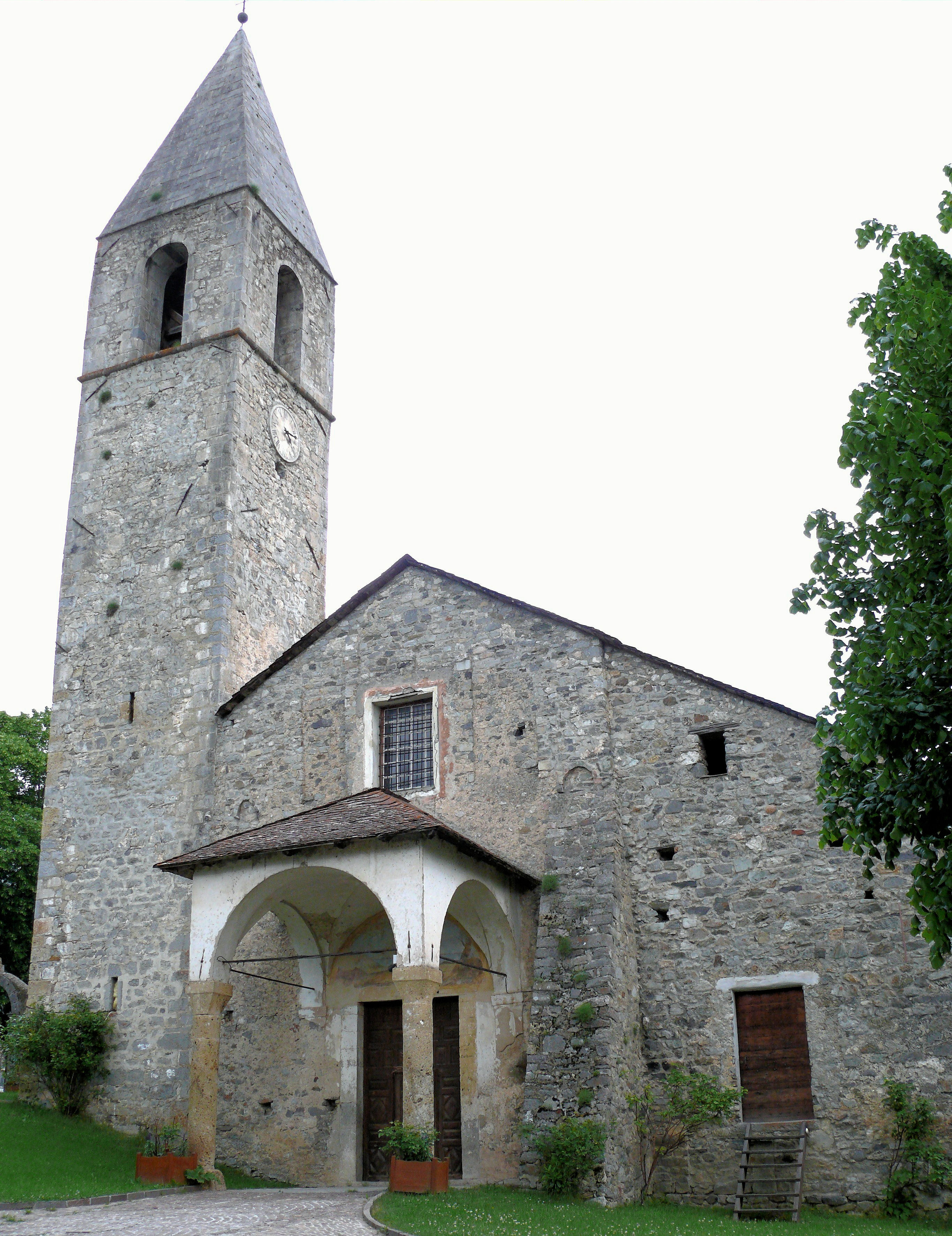
Saint-Dalmas - Église de l’Invention-de-la-Sainte-Croix - Le porche.
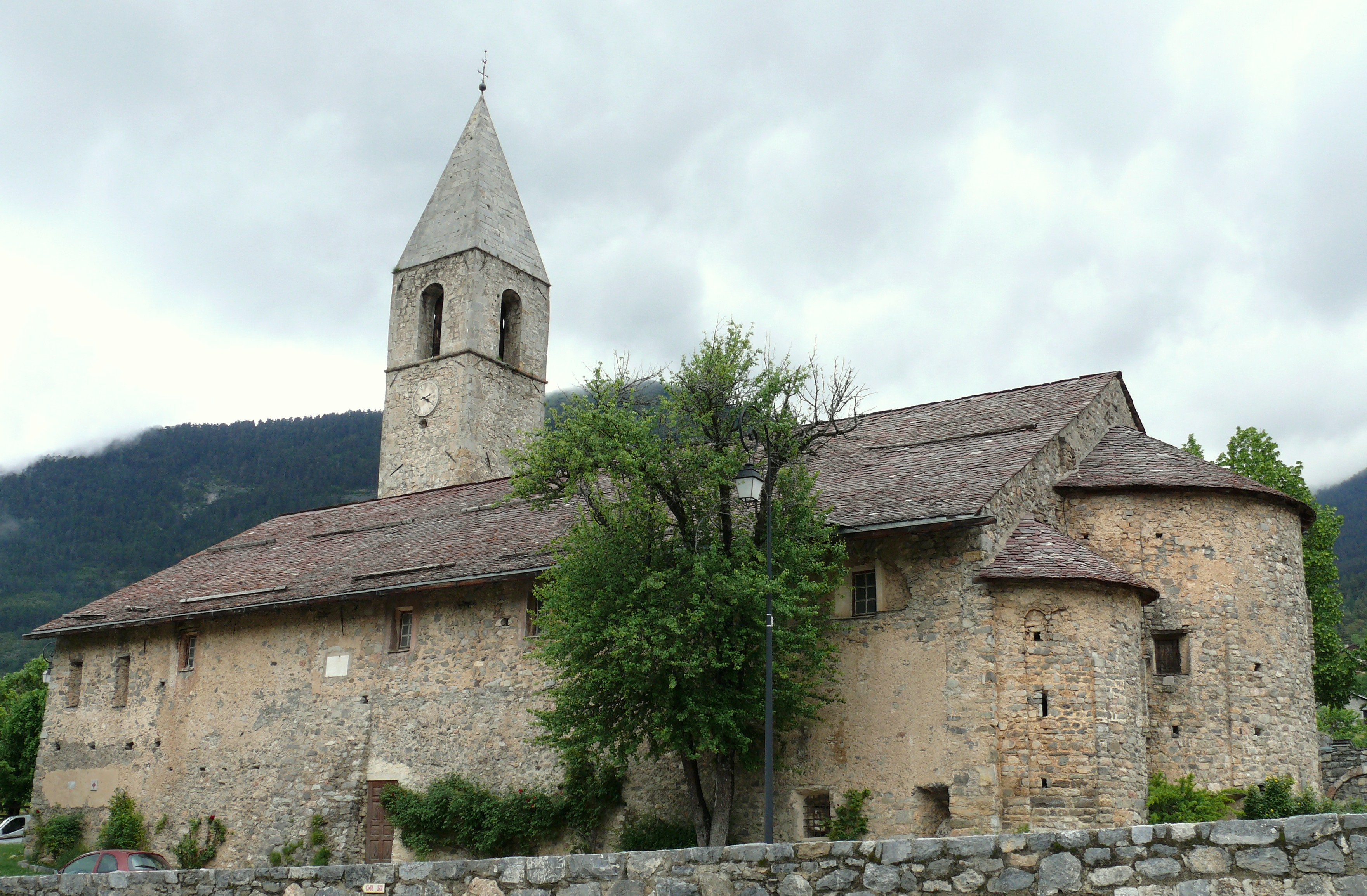
Saint-Dalmas - Église de l’Invention-de-la-Sainte-Croix - L'ensemble.
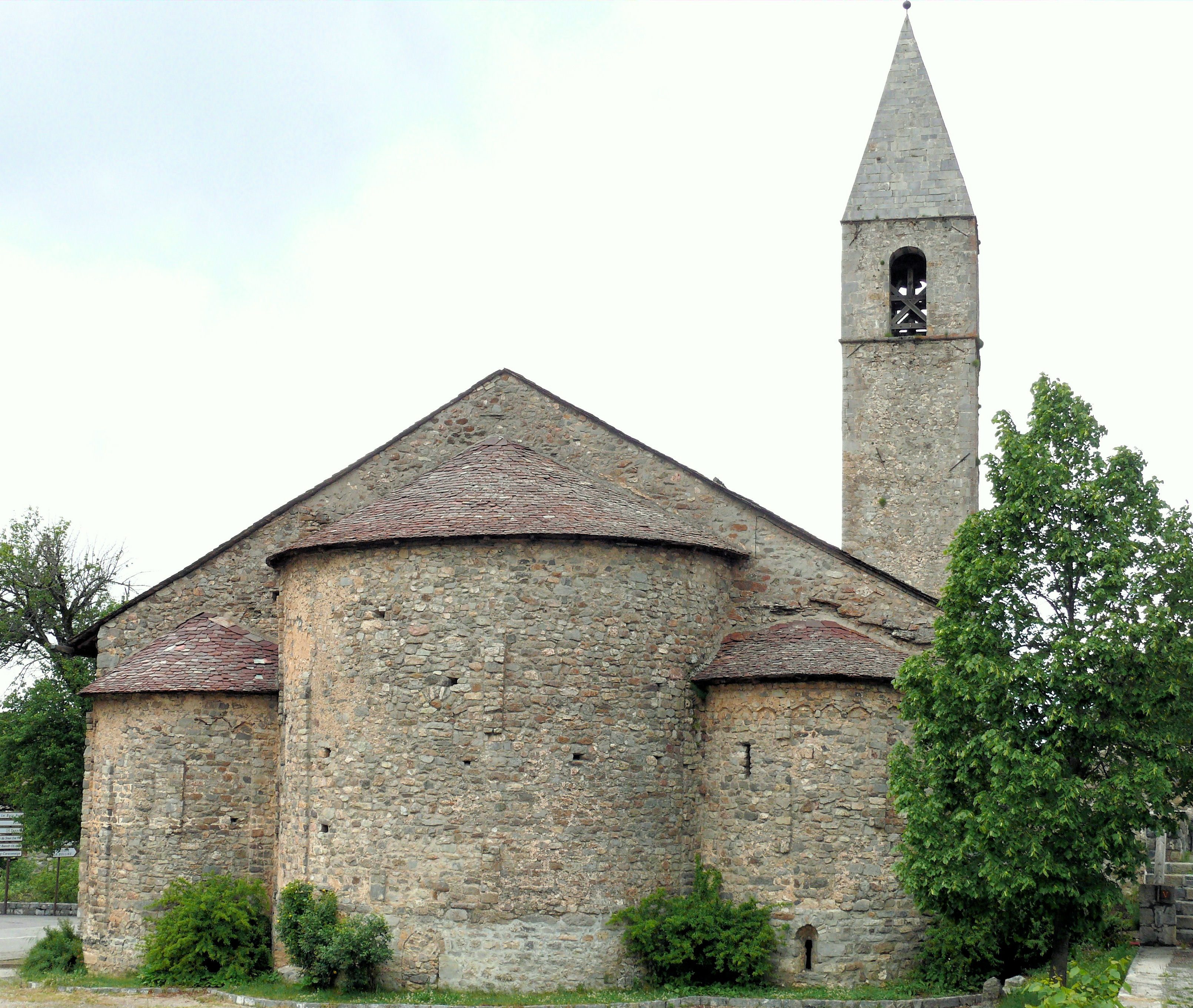
Saint-Dalmas - Église de l’Invention-de-la-Sainte-Croix - Le chevet.

Patrimoine religieux :
- La chapelle des Pénitents Blancs à Saint-Dalmas a été intégrée aux maisons. La confrérie a été fondée le 14 septembre 1654.
- La chapelle Saint-Joseph à Saint-Dalmas, sur la route de La Bolline.
- La chapelle de la Madone à Saint-Dalmas[55].
- La chapelle Saint Roch[56].
- L'église de l'Annonciation au village de La Roche.
- La chapelle de la Miséricorde, chapelle des Pénitents Noirs au village de La Roche. La confrérie a été fondée le 24 août 1673. La chapelle possède un beau retable en bois doré du XVIe siècle[57].
- L'église Saint-Jacques-le-Majeur[58] à la sortie du village de La Bolline vers La Roche. L'église du XVIe et XVIIIe siècles possède un clocher roman tardif (1532)[59],[60].

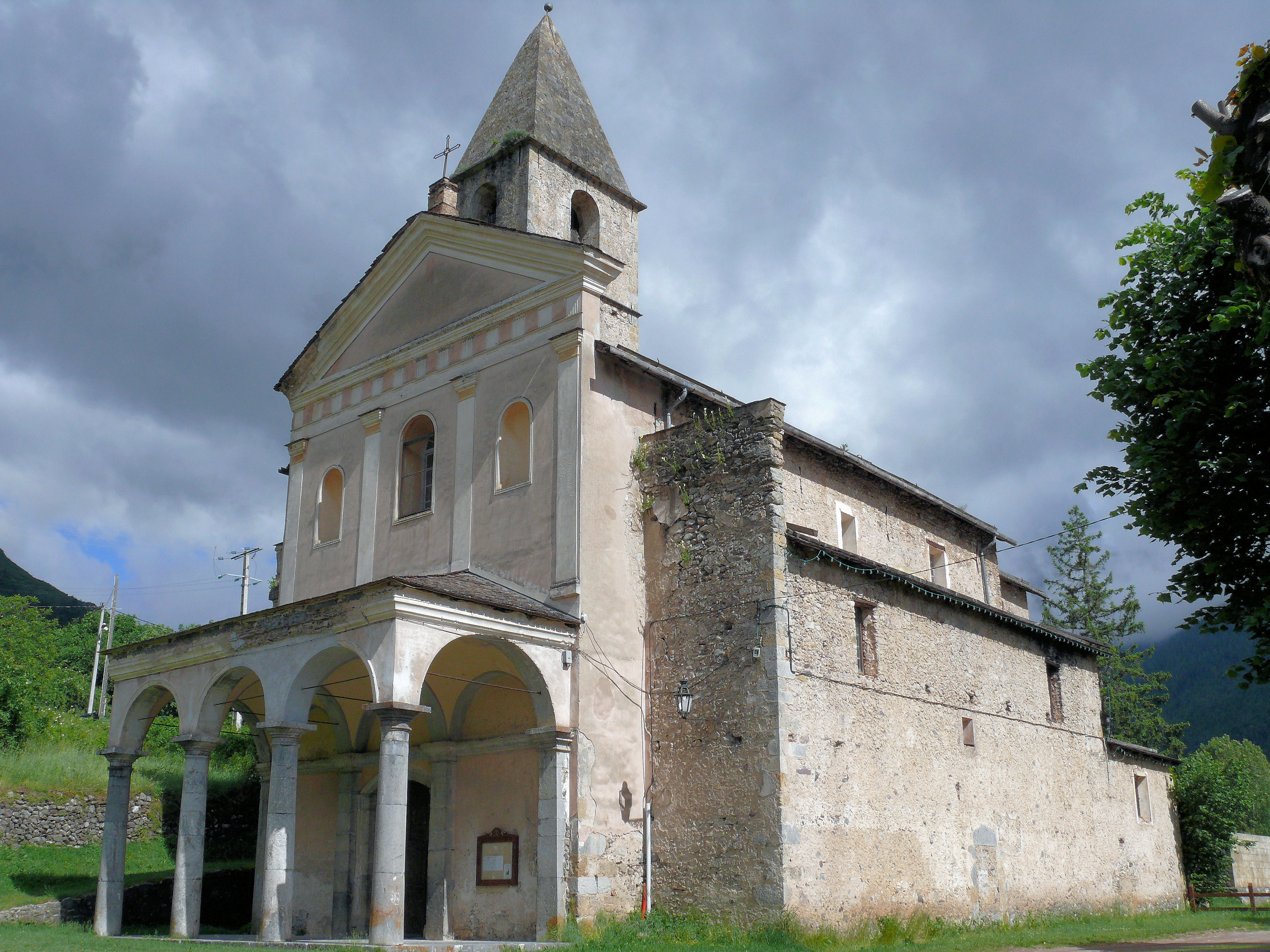
La Bolline - Église Saint-Jacques-le-Majeur - Ensemble.
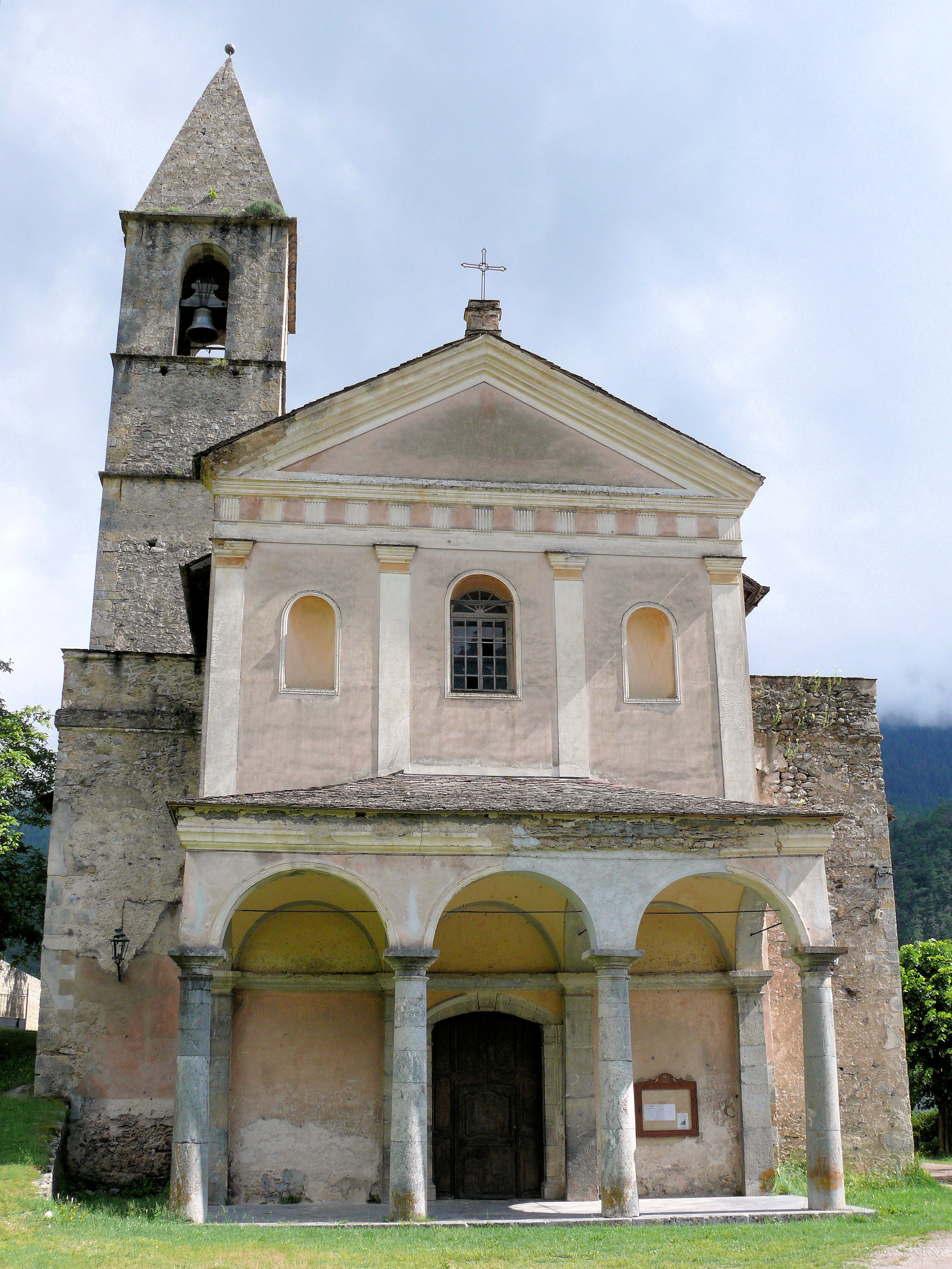
La Bolline - Église Saint-Jacques-le-Majeur - Porche.
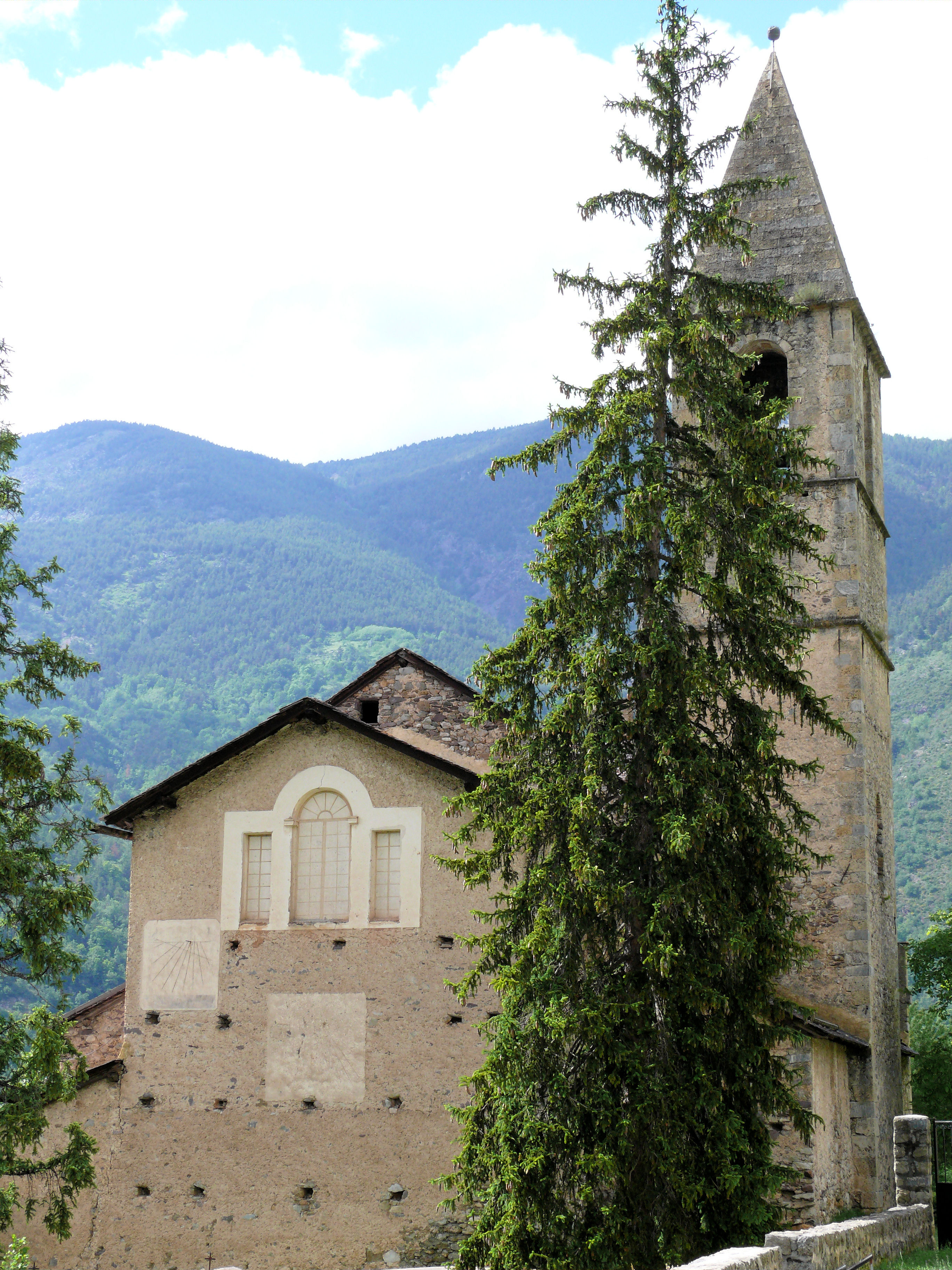
La Bolline - Église Saint-Jacques-le-Majeur - Chevet.
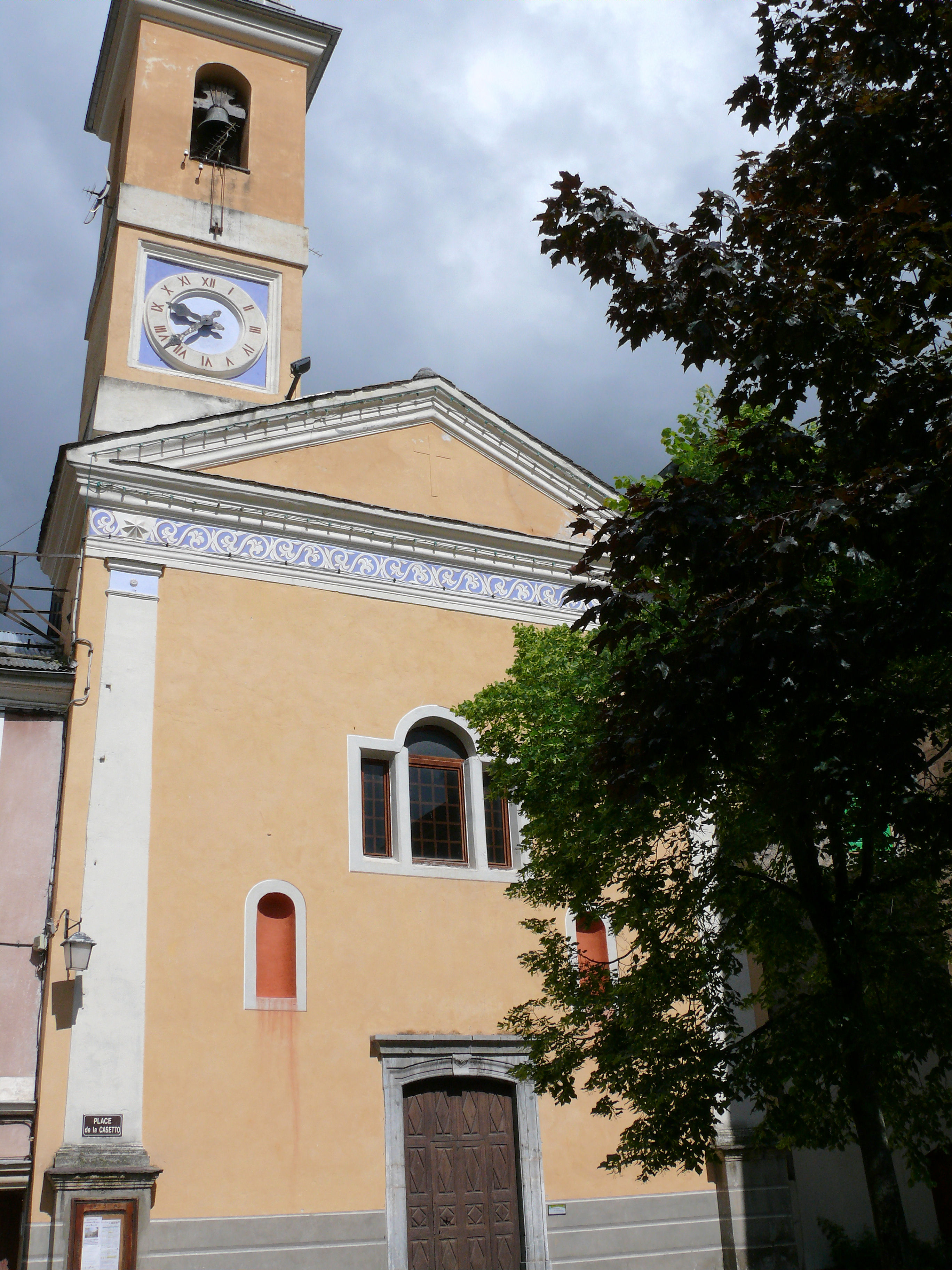
La Bolline - Chapelle Notre-Dame-des-Sept-Douleurs.

- La chapelle Notre-Dame-des-Sept-Douleurs ou des Pénitents Blancs[61], à la Bolline, possède un clocher baroque à bulbe et une façade classique[62].
- La chapelle Saint-Donat, à l'ouest de La Bolline.
- L'église de Mollières possède un tableau représentant la Vénération de la Vierge encadrée par un retable à colonnes torses. De part et d'autre, des niches abritent les statues de saint Bernard de Menthon et saint Roch du XVIIIe siècle[63].

Autres lieux et sites :
- Une inscription romaine a été incorporée dans le mur d'une maison de Saint-Dalmas.
- Les remparts de Saint-Dalmas[64], vestiges des fortifications construites par les Templiers pour protéger Saint-Dalmas. Ces remparts comportaient trois portes. Il en reste une tourelle.
- Monument aux morts[65].
- Via ferrata « Baus de la Fremas ». Cet aménagement permet de s'initier à l'escalade ou de tester sa maîtrise du vertige.
- Neuf lacs alpestres : du Béarn, des Bresses, de Frémamorte, de Graveirette, Gros, des Millefonts, Nègre, de Tavel, d'en Veillos.

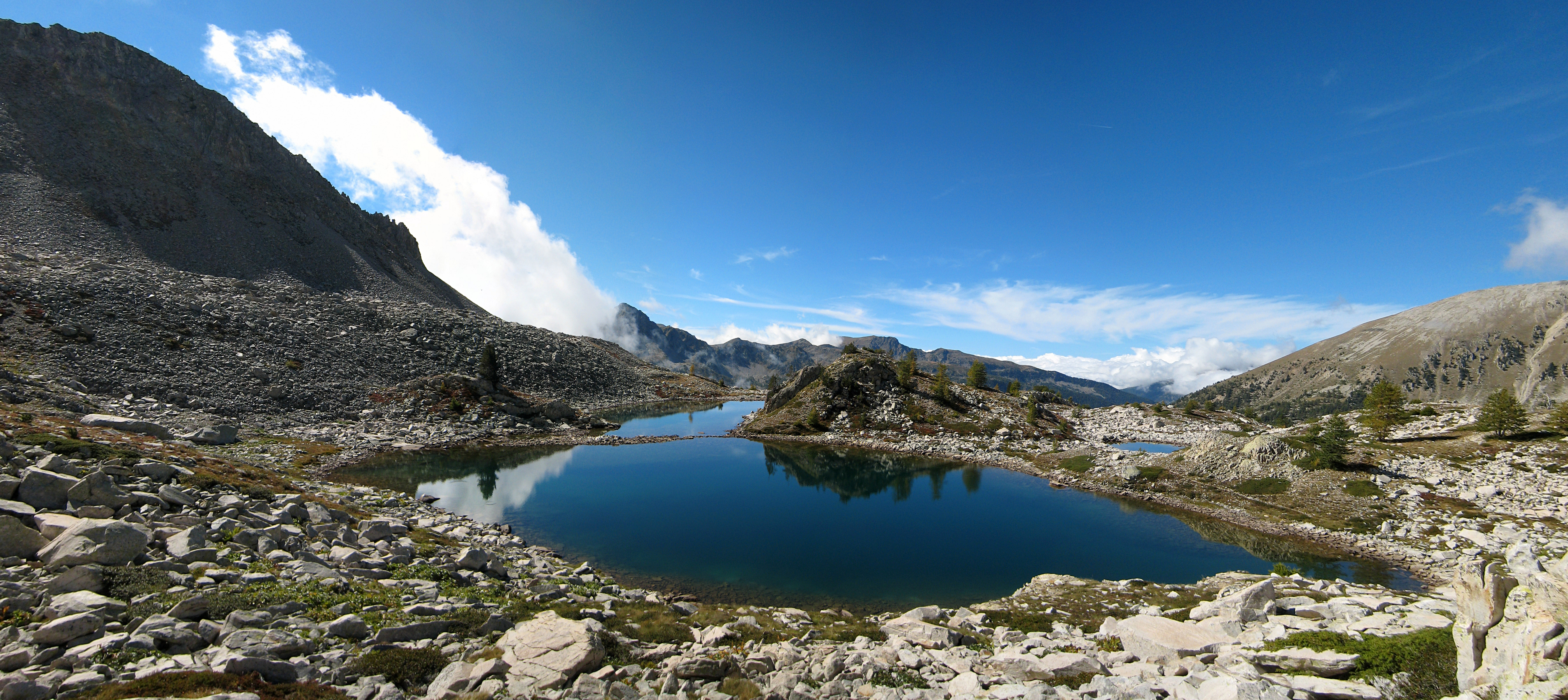
Lacs de Frémamorte.

- Ouvrage d'infanterie du secteur fortifié frontalier dit ouvrage de la [66].
- Ouvrage d'infanterie du secteur fortifié frontalier dit ouvrage de Valdeblore, dit ouvrage de la Reynardière[67].

### Héraldique
| Blason de Valdeblore | Blason  | D’azur à la croix d’argent cantonnée de quatre tours d’or, ouvertes du champ, ajourées et maçonnées de sable, sur le tout, d’or à trois bandes d'azur. |
| Blason de Valdeblore | Détails | Le statut officiel du blason reste à déterminer. |

### Sobriquets des familles
XVIIIe siècle
Catto, Arme, charboniè, Bodé, Vigno, lo fabre, Pascal, Gregori, l'amorous, il saltore, Corcio, Pouncé, Cioé, Sauré, Gianpèire, Patac (1715).
XXe siècle
Chatou, Chacri, Chabriè, lou russou, Chique de vi, Merdas, Jalino, Savi, Papou, Papetou, lou darbou, Tatoua, Pouncé, Dorou, de mérous, Barba brulaou, Mangea lébre, Cantounié, Mainti, Della flaquino, d'en rouagno, lou manchi, Founzou, patac, Rouchou, Arbé, Arbétou, Graglia, Cossa,
Borromée

## Personnalités liées à la commune
- Constantin Bergondi (1819-1874), né à Valdeblore, député des Alpes-Maritimes en 1871-74.
- Victor Juge (Ricardo Vittorio Giuge) (1817-1886), ingénieur français, génie civil (région de Nice).
- Famille de Glandevès ou Glandevez[69].